# Liste des plus hauts gratte-ciel de Calgary
Cet article concerne une liste des plus hauts gratte-ciel de Calgary, au Canada. La construction de gratte-ciel n'a jamais cessé depuis les années 1960 à Calgary en partie du fait du boom pétrolier. La ville compte 74 gratte-ciel de 100 mètres de hauteur et plus dont 15 de plus de 150 m, ce qui est beaucoup pour une agglomération de 1,2 million d'habitants. Calgary est la ville du Canada qui compte le plus de gratte-ciel après Toronto et l'agglomération de Vancouver.
En 2014 la liste des immeubles d'une hauteur supérieure ou égale à 130 m était la suivante d'après Emporis.

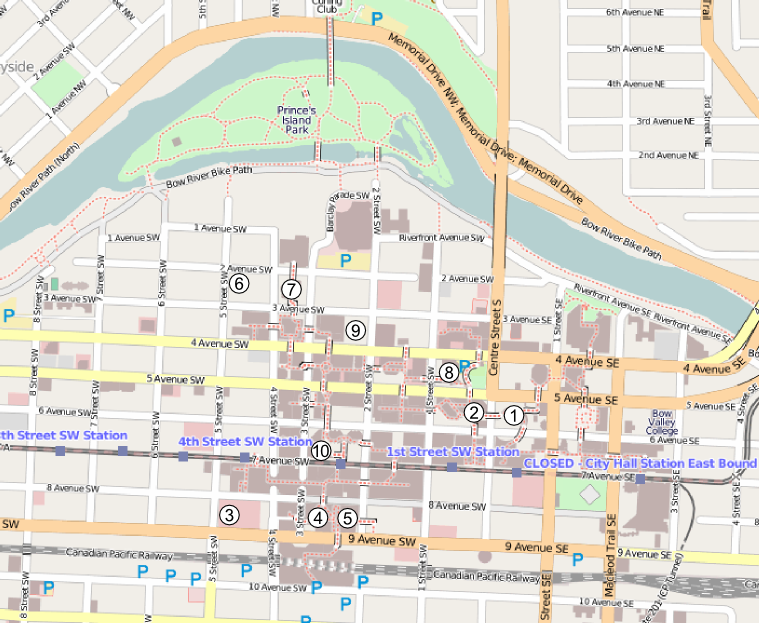
Carte des plus hauts gratte-ciel de Calgary.

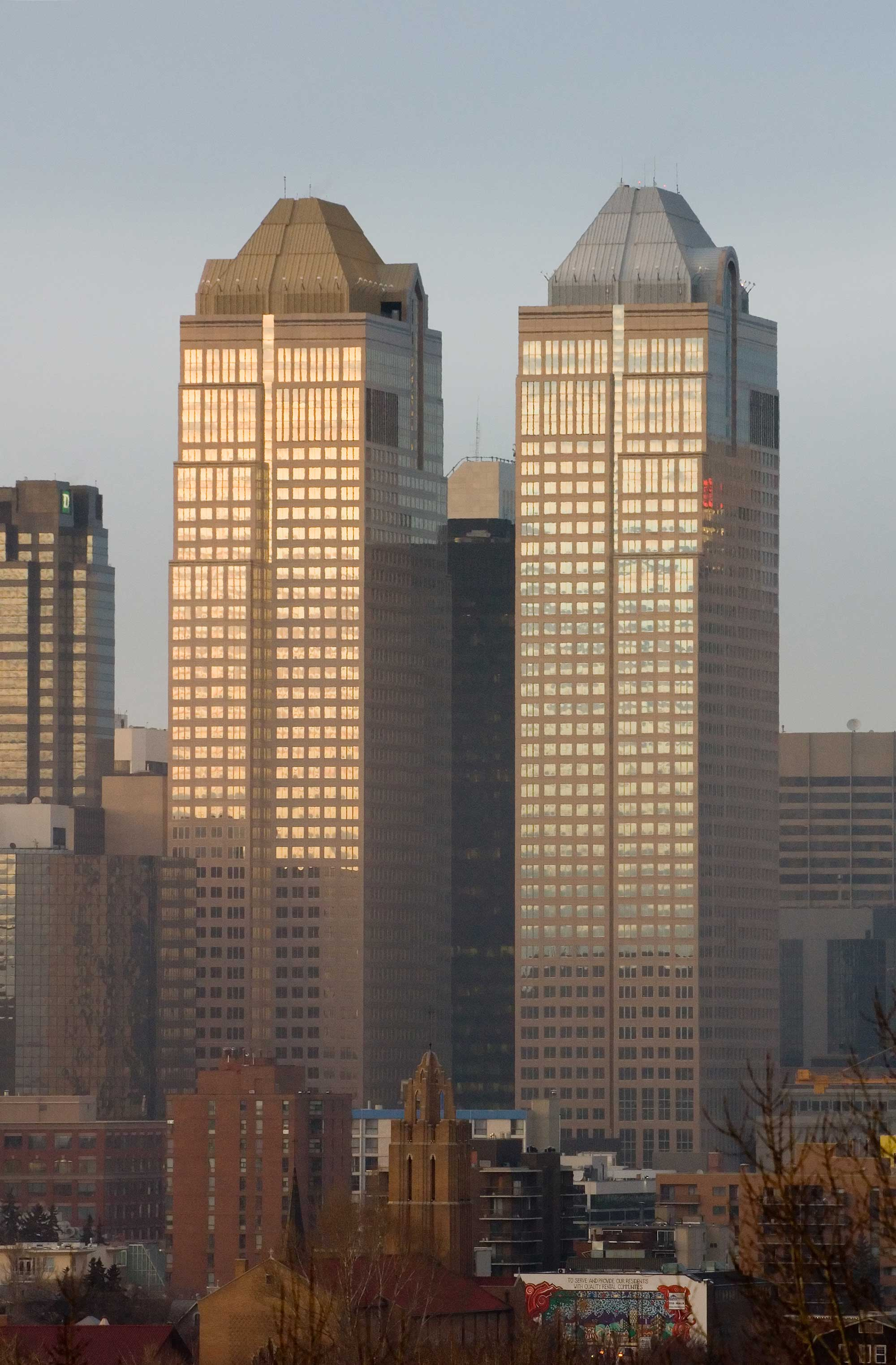
Bankers Hall

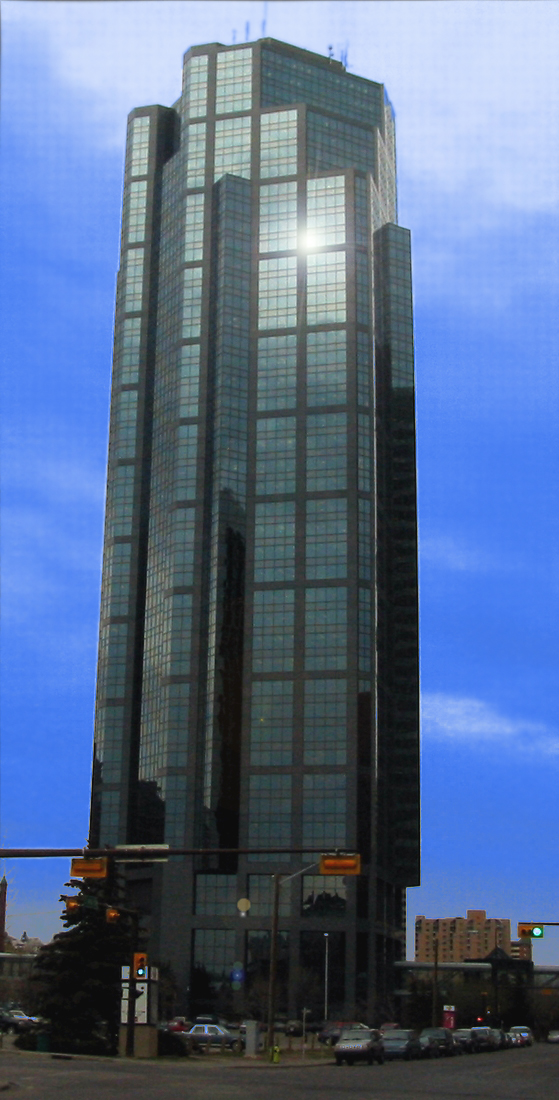
Canterra Tower

| Rang | Nom                              | Hauteur | Étages | Année |
| ---- | -------------------------------- | ------- | ------ | ----- |
| 1    | The Bow                          | 236 m   | 58     | 2012  |
| 2    | Suncor Energy Center             | 215 m   | 53     | 1983  |
| 3    | Eighth Avenue Place East Tower   | 211 m   | 51     | 2011  |
| 4    | Bankers Hall West Tower          | 197 m   | 52     | 2000  |
| 4    | Bankers Hall East Tower          | 197 m   | 52     | 1989  |
| 6    | 400 Third                        | 177 m   | 45     | 1988  |
| 6    | TransCanada Tower                | 177 m   | 38     | 2001  |
| 8    | Jamieson Place                   | 173 m   | 38     | 2010  |
| 9    | First Canadian Center            | 167 m   | 41     | 1982  |
| 10   | Eighth Avenue Place West Tower   | 166 m   | 41     | 2014  |
| 11   | Centennial Place Tower 1         | 165 m   | 45     | 2010  |
| 12   | Western Canadian Place North     | 164 m   | 41     | 1983  |
| 13   | TD Canada Trust Tower (Calgary)  | 162 m   | 40     | 1991  |
| 14   | Scotia Centre                    | 155 m   | 41     | 1976  |
| 15   | Nexen Building                   | 152 m   | 37     | 1982  |
| 16   | Bow Valley Square 2              | 143 m   | 39     | 1975  |
| 17   | Dome Tower                       | 141 m   | 30     | 1977  |
| 18   | Fifth and Fifth Building         | 140 m   | 34     | 1980  |
| 18   | Shell Centre (Calgary)           | 140 m   | 33     | 1977  |
| 20   | Home Oil Tower                   | 137 m   | 29     | 1977  |
| 21   | Bow Valley Square 4              | 134 m   | 37     | 1981  |
| 22   | Fifth Avenue Place - East Tower  | 133 m   | 35     | 1981  |
| 22   | Fifth Avenue Place - West Tower  | 133 m   | 35     | 1981  |
| 24   | Suncor Energy Centre- East Tower | 130 m   | 33     | 1983  |
| 24   | Calgay Courts Centre             | 130 m   | 26     | 2007  |